# Armando Bukele Kattán
Armando Bukele Kattán, né le 16 décembre 1944 à San Salvador (Salvador) et mort le 30 novembre 2015, est un homme d'affaires salvadorien d’origine palestinienne et chef religieux musulman et père du président salvadorien Nayib Bukele.

## Biographie
Armando Bukele Kattán est né à San Salvador, le 16 décembre 1944, fils de Humberto Bukele Salman et de Victoria Kattán de Bukele. Ses parents sont des Chrétiens palestiniens de Bethléem en Palestine ottomane et ont émigré au Salvador au début du XXe siècle. Il termine ses études secondaires au Liceo Salvadoreño. Il s'est par la suite converti à l'islam.
En 1967, il obtient un doctorat en chimie industrielle de l'université du Salvador.
Il fonde plusieurs entreprises consacrées notamment à l'industrie textile, au commerce, à la pharmacie, à la publicité et aux médias. Il participe également aux efforts philanthropiques du Kiwanis Club, une institution de service communautaire qui rassemble des entrepreneurs et des professionnels.
Bukele fonde quatre mosquées au cours de sa vie, dont la première mosquée au Salvador en 1992. Il est imam de la communauté islamique salvadorienne et fait partie de l'Organisation islamique pour l'Amérique latine et les Caraïbes. Il est membre fondateur du Conseil des religions pour la paix du Salvador.